# 左育之戰
左育之戰（法語：Bataille de Hoa Moc）發生於1885年3月2日，是中法戰爭中最激烈的戰役。洛朗·喬瓦尼內利上校的遠征軍付出了沉重的代價，擊敗了清朝部隊，成功解除了清軍對宣光的圍困。

## 註腳
1. ↑  包括第1营，第1外籍军团的两个连和一个陆战步兵连。
2. ↑  Hubert, 109–16; Huguet, 89–93; Lecomte, Lang-Son, 324–9; Vie militaire, 215–31; Nicolas, 402–9; Thomazi, Conquête, 247–8; Histoire militaire, 107–8